# إدارة الحرب الكيميائية بالقوات المسلحة (مصر)
إدارة الحرب الكيميائية بالقوات المسلحة هي إحدى إدارات وزارة الدفاع المصرية.

## المنشآت التابعة
- معهد الحرب الكيميائية

## المناورات التدريبية
- مناورات الفاتح.[1]
- مناورات غريب.[2]

## مديرو الإدارة
- لواء أركان حرب / سامي مصطفى.[3]
- لواء أركان حرب / عبد الحميد سيد.[2]
- لواء أركان حرب / محمود سعد.[4]
- لواء أركان حرب / عبد السلام شفيق.[5]
- لواء أركان حرب / سيد حسين البوص.[6]
- لواء أركان حرب / ثروت زناتي.[7]
- لواء أركان حرب / محمد هلال.[8]
- لواء أركان حرب / ممدوح عطية.[9]